# Robert Gallery
(en) Statistiques sur pro-football-reference
Robert Gallery, né le 26 juillet 1980 à Manchester (Iowa), est un joueur américain de football américain évoluant au poste d'offensive tackle et d'offensive guard.
Étudiant à l'Université de l'Iowa, il joua pour les Iowa Hawkeyes. Il remporta le Outland Trophy en 2003.
Il fut drafté en 2004 à la 2e place (premier round) par les Raiders d'Oakland.